# The Sea Beast
The Sea Beast (en español, La fiera del mar) es una película estadounidense de 1926 dirigida por Millard Webb. Es una adaptación de la novela de 1851 Moby-Dick, de Herman Melville.
Ésta es la primera versión de la mítica novela de Herman Melville a destacar por la obsesiva interpretación de Barrymore como Ahab, que repetiría en la versión de 1930 The Sea Bat.

## Argumento
Ahab y Derek Ceeley compiten por el amor de Esther, la atractiva hija del reverendo Harper, además de lidiar a diario en el mar por obtener sus presas, evitando el ataque de Moby Dick, una ballena blanca cuya fama ha alcanzado ya proporciones épicas, y que siembra el horror allí donde aparece.
Un día, Ahab y Derek avistan a la temida ballena mientras están faenando. Ahab apunta con su arpón para matar a la bestia, y en ese momento Derek lo empuja por la borda. Debido al accidente sufrido, Ahab pierde su pierna derecha a costa del ataque de Moby Dick, y tiene que usar desde entonces una prótesis de madera. Desde aquel día el marinero sentirá una fijación obsesiva por dar caza y matar a la ballena blanca.

## Reparto

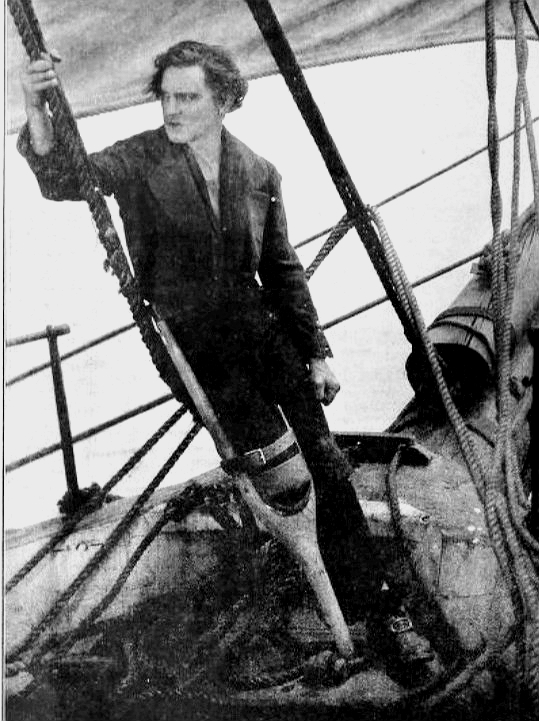

- John Barrymore como el capitán Ahab Ceeley.
- Dolores Costello como Esther Harper.
- George O'Hara como Derek Ceeley.
- Mike Donlin como Flash.
- Sam Baker como Queequeg.
- Sōjin Kamiyama como Fedallah.
- George Berrell como Perth.
- Sam Allen como el capitán.
- Frank Nelson como Stubbs.
- Mathilde Comont como Mula.
- James O. Barrows como el reverendo Harper.
- Vadim Uraneff como Pip.
- Frank Hagney como Daggoo.
- Joyzelle Joyner como la bailarina que aparece en el prólogo.

Priscilla Bonner fue originalmente elegida para encarnar el papel de Esther Harper, y ser la primera actriz junto a John Barrymore en la película, pero fue despedida. Finalmente la encarnó Dolores Costello, pareja sentimental de Barrymore.
En 1925 Priscilla Bonner demandó con éxito a Warner Bros. por realizar dicha acción.